# Атабекян, Александр Моисеевич
Алекса́ндр Моисе́евич (Мовсесович) Атабекя́н (2 февраля 1868, Шуша — 5 декабря 1933, Москва) — политический деятель, теоретик анархизма, один из сподвижников князя Петра Кропоткина, врач. Двоюродный брат политических деятелей  Иосифа Атабекова и Левона Атабекяна.

## Биография
Родился 2 февраля 1868 г. в городе Шуша (Елисаветпольская губерния, Российская империя) в семье врача. Принадлежал к известному армянскому княжескому роду Атабекянов, давшему ряд видных военачальников и государственных деятелей Карабаха (Арцаха).
Окончил реальное училище в Шуше (1886 г.). В 1889—1896 гг. учился на медицинском факультете Женевского университета, вступил в армянскую социал-демократическую партию «Гнчак» («Колокол»), но вскоре отошёл от неё и стал анархистом. В Женеве издавал анархическую литературу на армянском и русском языках, в том числе армянский журнал «Амайнк» (Համայնք, Община; 1893—1896, вышло не менее 5 номеров). В 1891 г. (а не в 1893 г., как он пишет в своих воспоминаниях) вместе с болгарским анархистом П. Стояновым ездил в Лондон к Петру Кропоткину договариваться об издательских планах. Группой было выпущено 4 брошюры на русском языке, в том числе начало «Речей бунтовщика» П. А. Кропоткина.
Учёба в университете мешала революционной пропаганде, и уже в 1893 г. возникла мысль передать типографское оборудование лондонскому Фонду вольной русской прессы, который печатал и распространял запрещённую в России литературу — и революционную, и либеральную. Атабекян решил посоветоваться с Кропоткиным, но тот, хотя Фонд был организован его близкими друзьями, просил Атабекяна, если есть хоть малейшая возможность, удержать у себя типографское оборудование, не отдавать его людям, чьи взгляды весьма далеки от анархизма.
После окончания университета в 1896 г. Атабекян поселился в Болгарии (въезд в Россию ему был запрещен), от политической деятельности постепенно отошёл. С конца 1914 г. врач в русской армии, начальник полевого госпиталя на Кавказском фронте.
В августе 1917 г. приехал в Москву, восстановил связи с анархистами, в том числе с Кропоткиным, стал сотрудничать в анархической периодической печати. В октябре в органе Московской федерации анархических групп газете «Анархия» участвовал в дискуссии по вопросу об отношении анархистов к конкретным акциям Временного правительства. В статье «Будьте последовательны!» («Анархия», 16 октября 1917 г.) выступил с критикой эсеров — членов московской Городской думы, препятствовавших выделению 60 млн рублей для улучшения положения трудящихся. В очерке «Хотят провести!» (там же, 23 октября) высказал одобрение намеченной забастовке рабочих и служащих Москвы с целью улучшения своего положения.
Накануне Октябрьской революции опубликовал «Открытое письмо П. А. Кропоткину», в котором указывал на захватнический характер войны не только со стороны Германии и Австро-Венгрии, но и со стороны России; критиковал Кропоткина за «оборонческие» взгляды, но призывал возглавить анархическую социальную революцию, которая должна защитить трудящихся как от ожесточённой классовой борьбы, так и от «уличного большевизма».
Октябрьскую революцию встретил резко отрицательно. В брошюре «Кровавая неделя в Москве» (М., 1917) охарактеризовал её как «братоубийственную бойню, вызванную распрями между социалистами двух разных толков» (с. 4). По мнению Атабекяна, причина Октябрьской революции — борьба социалистов-государственников разных оттенков за власть, за министерские кресла и другие «тёплые» места. В брошюре подчёркивается равнодушие населения Москвы к происходящим событиям. Касаясь первых декретов Советской власти, указывал на их утопичность и неисполнимость. Брошюра вызвала отрицательную рецензию в газете «Анархия». В дальнейшем Атабекян постоянно сотрудничал в ней, опубликовав в апреле-июле 1918 г. более 30 статей, посвящённых критике действий большевиков, проблемам движения анархистов.
Весной 1918 г. вместе с Г. Б. Сандомирским организовал издательство «Почин», до конца 1922 г. выпустившее 24 брошюры (главным образом Атабекяна и Сандомирского), а также журнал «Почин» (в журнале опубликован ряд писем П. А. Кропоткина и воспоминания о нём). В 1920 году подвергся аресту органами ВЧК. В январе-феврале 1921 г. находился у постели умиравшего Кропоткина в Дмитрове. Участвовал в организации и работе Всероссийского общественного комитета по увековечению памяти Кропоткина (ВОК), в котором возглавлял Анархическую секцию. Участвовал в создании Музея П. А. Кропоткина. После закрытия издательства «Почин» (конец 1922 г.) вернулся к врачебной практике.
10 мая 1925 г. в Москве вместе с большинством членов Анархической секции ВОК заявил о выходе из ВОК в знак протеста против преследований анархизма в СССР и отказа руководства ВОК передать Кропоткинский музей в исключительное ведение анархистов.

### Семья
- Жена — Екатерина Николаевна Соколова (1874—1922), врач, окончила Женевский университет. В семье трое детей. Все они укоротили отцовскую фамилию до «Атабек» (впрочем, сам А. М. Атабекян пользовался иногда такой усеченной формой в качестве подписи под некоторыми своими статьями).
  - Сын — Александр (1896—1952) — инженер-изобретатель.
  - Сын — Арсен (1902—1960) — врач-эндокринолог.
  - дочь — Ариана (1910—1977) — кинорежиссёр.
- Дядя по отцу — Николай-бек (Николай Асланович) Атабекян, у него  2 сына, в том числе врач и политический деятель Левон Атабекян
- Дядя по отцу — Нерсес-бек Атабекян (7.04.1837—7.05.1904), у него дочь и 5 сыновей, в их числе депутат 2-й государственной думы Иосиф Атабеков

## Сочинения
Библиография работ А. М. Атабекяна.

#### Брошюры
- Кровавая неделя в Москве, 1917.
- Возможна ли анархическая социальная революция. — М.: Почин, 1918. — 8 с.
- Вопросы теории и практики. Об анархистской литературе, тактике и организации. — М.: Почин, 1918. — 16 с.
- Основы земской финансовой организации без власти и принуждения. — М.: Почин, 1918. — 16 с.
- Старое и новое в анархизме. — М.: Почин, 1918. — 24 с.
- Социальные задачи домовых комитетов. — М.: Почин, 1918. — 32 с.
- Утренний гудок. — М.: Почин, 1918. — 80 с.
- Великий опыт. — М.: Почин, 1919. — 16 с.
- Дух погромный. — М.: Почин, 1919. — 8 с.
- Кооперация и анархизм. — М.: Почин, 1919. — 12 с.
- Право и власть. — М.: Почин, 1922. — 16 с.
- Леность как профессиональная болезнь.
- Перелом в анархистском учении. — М.: Почин, 1919. — 16 с.

#### Статьи в газете «Анархия»
- Открытое письмо П. А. Кропоткину, Отд. оттиск из: Анархия. 1917. № 7, 23 окт. 1917.
- Проблема свободной армии. Отд. оттиск из: Анархия. 1918. №83, 12 июня. с. 2–3.
- Контр-революция разгуливает. // Анархия. — 1918. — № 90, 21 июня. — С. 3.

#### Статьи в газете "Почин"
- Автономное правотворчество кооперации, 1919.
- Деньги, 1919.
- Концессии, 1920.
- Что делать?, 1920.
- Кооперативный общественный строй, 1920.
- Коммунизм и кооперация, 1920.
- Классовая борьба и кооперация, 1920.
- Децентрализация собственности, 1920.
- Общественные службы, 1920.
- Налоги, 1920.
- Внутренний товарообмен, 1920.
- Этический закон труда, 1920.
- Профессиональные союзы, 1920.
- Классовая борьба, 1920.
- Территориальность и анархизм, 1920.
- Последние дни П.А. Кропоткина, 1921.
- Отделение школы от государства, 1922.
- Виды на будущее русской промышленности, 1922.
- Децентрализация права, 1922.
- Из воспоминаний и бесед с П.А. Кропоткиным, 1922.
- "Революционная законность", 1922.
- Исповедь, 1922.
- Из воспоминаний о П.А. Кропоткине, 1922.
- Финансовый вопрос в социальной революции, 1922.
- Налоги и революция, 1922.
- К положению анархистов в России, 1922.

#### Разное
- П.А. Кропоткин. Вольная жизнь. 1921. Март (№ 11/12). С. 12–14.
- Вопросы психотехники. Вопросы Труда. 1924. № 5/6. С. 112–114.
- Против власти. Сборник статей. — М.: Почин, 1918.
- Против власти: Сб. статей / Сост., предисл. и комментарии А. В. Бирюкова. — М.: Либроком, 2013. — 170 с.